# Bébé et ses grands-parents
Bébé et ses grands-parents és una pel·lícula muda francesa escrita i dirigida per Louis Feuillade i estrenada el març de 1912. Dura 3 minuts.
Aquesta pel·lícula forma part de la sèrie Bébé.

## Repartiment
- René Dary : Bébé (com Clément Mary)
- Renée Carl : Madame Labèbe, la mama
- Edmond Bréon